# Ålems kyrka
Ålems kyrka är en kyrkobyggnad i Ålems kyrkby i Mönsterås kommun och tillhör Ålems församling i Växjö stift.

## Kyrkobyggnaden
Under medeltiden uppfördes en stenkyrka i Ålems kyrkby. Det var en byggnad med högt långhus  och ett smalare rakslutande kor. Interiören präglades av valv uppburna av pelare. Kyrkklockorna hade sin plats i en fristående klockstapel.Vid slutet av 1700-talet räckte kyrkan inte längre till för den stigande folkmängden i församlingen. Den uppges ha rymt endast cirka 450 personer .( I den nuvarande kyrkan finns en modell av den gamla kyrkan).
Kyrkoherde Anders Swebilius föreslog redan 1769 att kyrkan skulle utvidgas, men detta förslag vann inte gehör. 1781 begärde Swebilius häradssyn varvid kyrkan befanns i stort behov av reparation vilket ledde till att församlingen fattade beslut om ombyggnad. 1792 och 1811 utlystes entreprenad på byggnadsarbetet. Inga anbud kom dock in.
Istället för ombyggnad fattades till slut beslut att bygga en ny kyrka istället för att renovera. Åren 1829 - 1830 uppfördes nuvarande stenkyrka strax öster om den gamla på den plats där klockstapeln tidigare hade stått. Ritningarna var gjorda av Samuel Enander. Den 30 september 1832 invigdes kyrkan av biskop Anders Carlsson af Kullberg.
Kyrkan är uppförd i empirestil och består av ett rektangulärt långhus med en avslutande kor vägg i öster med en bakomligga sakristia. Tornbyggnaden med huvudingången i väster är försett med en tidstypisk lanternin  krönt av ett kors. Interiören som är av salkyrkotyp täcks av ett tunnvalv med en målning av Einar Forseth utförd 1929.
Någon gång under slutet av 1900-talet byttes fönstren till riktigt fula isolerglas som förstör stämningen i kyrkan.

## Inventarier[2]
- Altartavlan som är en kopia av  Fredric Westins tavla i  Sankt Jakobs kyrka med motiv:”Kristi förklaring”, är utförd  1874 av Olaus Pettersson. Den ingår i en altaruppställning utförd samma år efter ritningar från 1863 av J.F.Hawerman. Uppställningens arkitektur består av två förgyllda kolonner med änglagestalter på vardera krön. Den kröns av en stor strålsol. I strålsolens mitt finns en glasmålning från 1903 av Kristus som den gode herden
- Triumfkrucifix från senare delen av medeltiden. I korsarmarna evangelistsymboler.
- Predikstolen ritades av Samuel Enander och är samtida med kyrkan. 1861 fick predikstolen sin nuvarande placering.
- Nuvarande dopfunt tillkom 1929.
- Begravningsvapen över friherre Ludvig Mörner på Råsnäs 1618-1671.
- Begravningsvapen över Gustaf Ribbing 1671-1691 (släkten Ribbing) son till Maria Skytte-Ribbing på Strömsrum.
- Votivskeppet Sankta Maria tillverkat av sjökapten August Johansson, Pataholm.
- Bänkinredningen är från kyrkans byggnadstid.
- Orgelläktaren är ursprunglig men har byggts om 1928-29 och dekorerats av Einar Forseth.

## Orglar
- 1706 byggde Johan Åhrman en orgel med 9 stämmor. Den kostade 160 daler kopparmynt.[3]
- 1842/1846 byggdes en orgel av Pehr Zacharias Strand, Stockholm med 18 stämmor.
- 1910 byggdes den om av Åkerman & Lund, Stockholm, som 1929 utökade den. Den hade 24 stämmor. 1928-1929 byggdes orgelfasaden från 1842 om av Arvid Källström.
- 1959-1960 utförde Frederiksborg Orgelbyggeri, Hilleröd, Danmark, en genomgripande renovering och ombyggnad. 1974 orgelreparation av Nils-Olof Berg, Nye Orgelbyggeri, Vetlanda.

| Huvudverk I     | Öververk II       | Pedal         | Koppel |
| Principal 8'    | Rörflöjt 8'       | Principal 16' | I/P    |
| Gedakt 8'       | Kvintadena 8'     | Subbas 16'    | II/P   |
| Oktav 4'        | Principal 4'      | Oktav 8'      | II/I   |
| Rörflöjt 4'     | Koppelflöjt 4'    | Gedakt 8'     |        |
| Kvinta 2 2/3'   | Blockflöjt 2'     | Oktav 4'      |        |
| Oktav 2'        | Kvinta 1 1/3'     | Nachthorn 2ä  |        |
| Mixtur 5-6 chor | Sifflöjt 1'       | Mixtur 4 chor |        |
| Dulcian 16'     | Scharff 3 chor    | Basun 16'     |        |
| Trumpet 8'      | Cymbel 2 chor     |               |        |
|                 | Krumhorn 8'       |               |        |
|                 | Tremulant         |               |        |
|                 | Crescendosvällare |               |        |

- 2004 Ålems Orgelverkstad, AB bygger om orgeln till 24 stämmor fördelade på två man och pedal.[4]

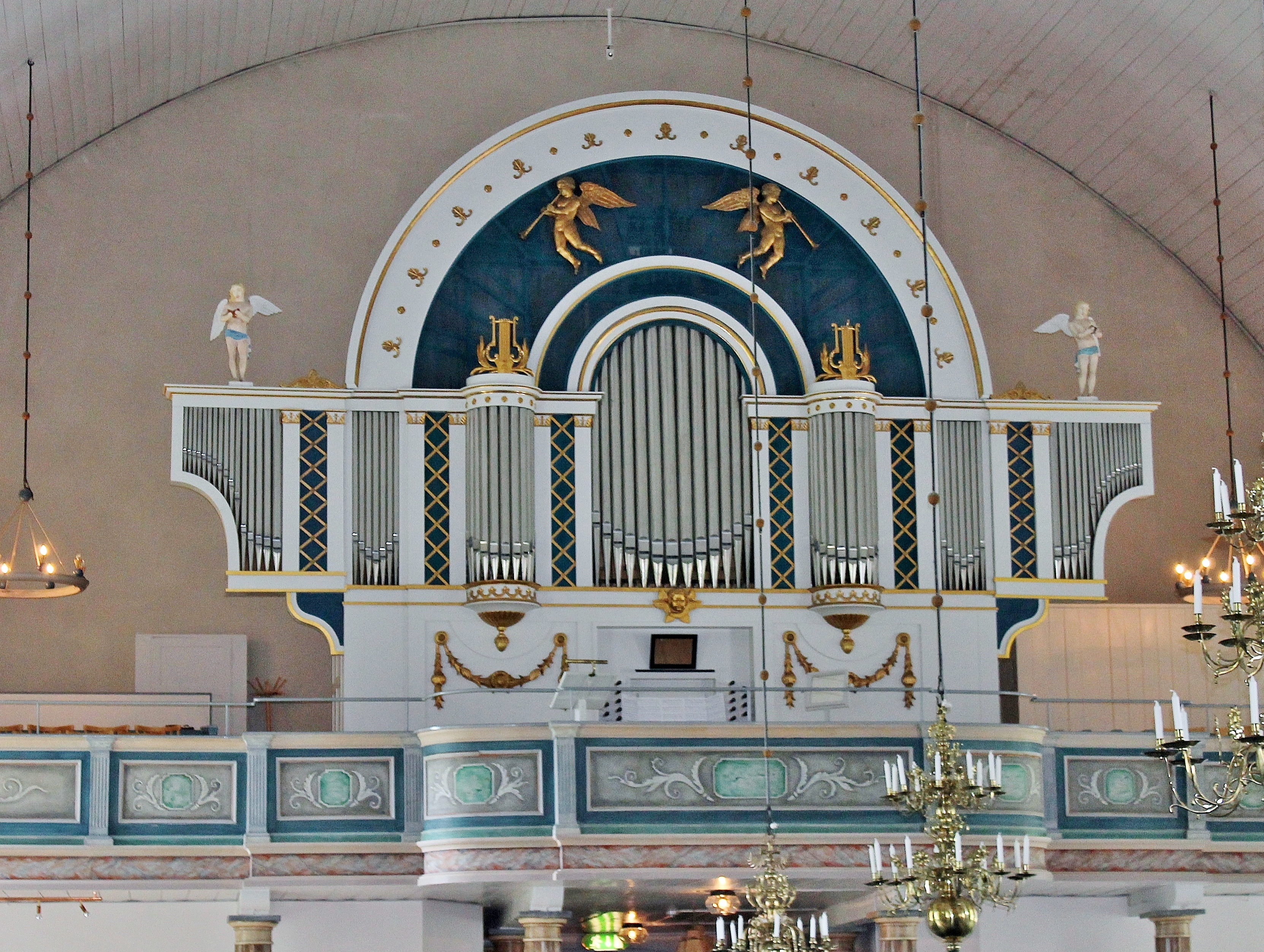
Läktarorgeln

| Huvudverk I           | Öververk II           | Pedal                   | Koppel |
| Borduna 16’(1842)     | Dubbelflöjt 8’        | Subbas 16’ (1842)       | II/I   |
| Principal 8’ (1842)   | Traversflöjt 8’       | Violon 16’ (1842)       | I/P    |
| Vox Retusa 8’ (1842)  | Salicional-Piffaro 8’ | Violocelle 8’ (1842)    | II/P   |
| Viola di Gamba 8’     | Principal 4’          | Dubbelgedackt 8’ (1842) |        |
| Rörflöjt 8’ (1842)    | Spetsflöjt 4’         | Octava 4’ (1842)        |        |
| Octava 4’ (1842)      | Waldflöjt 2’          | Basun 16’               |        |
| Hålflöjt 4’ (1842)    |                       |                         |        |
| Quinta 3’ (1842)      |                       |                         |        |
| Octava 2’ (1842)      |                       |                         |        |
| Cornett III           |                       |                         |        |
| Trumpet 8’            |                       |                         |        |
| Trumpet 4’ bas        |                       |                         |        |
| Vox Humana 8’ diskant |                       |                         |        |

### Kororgel
.

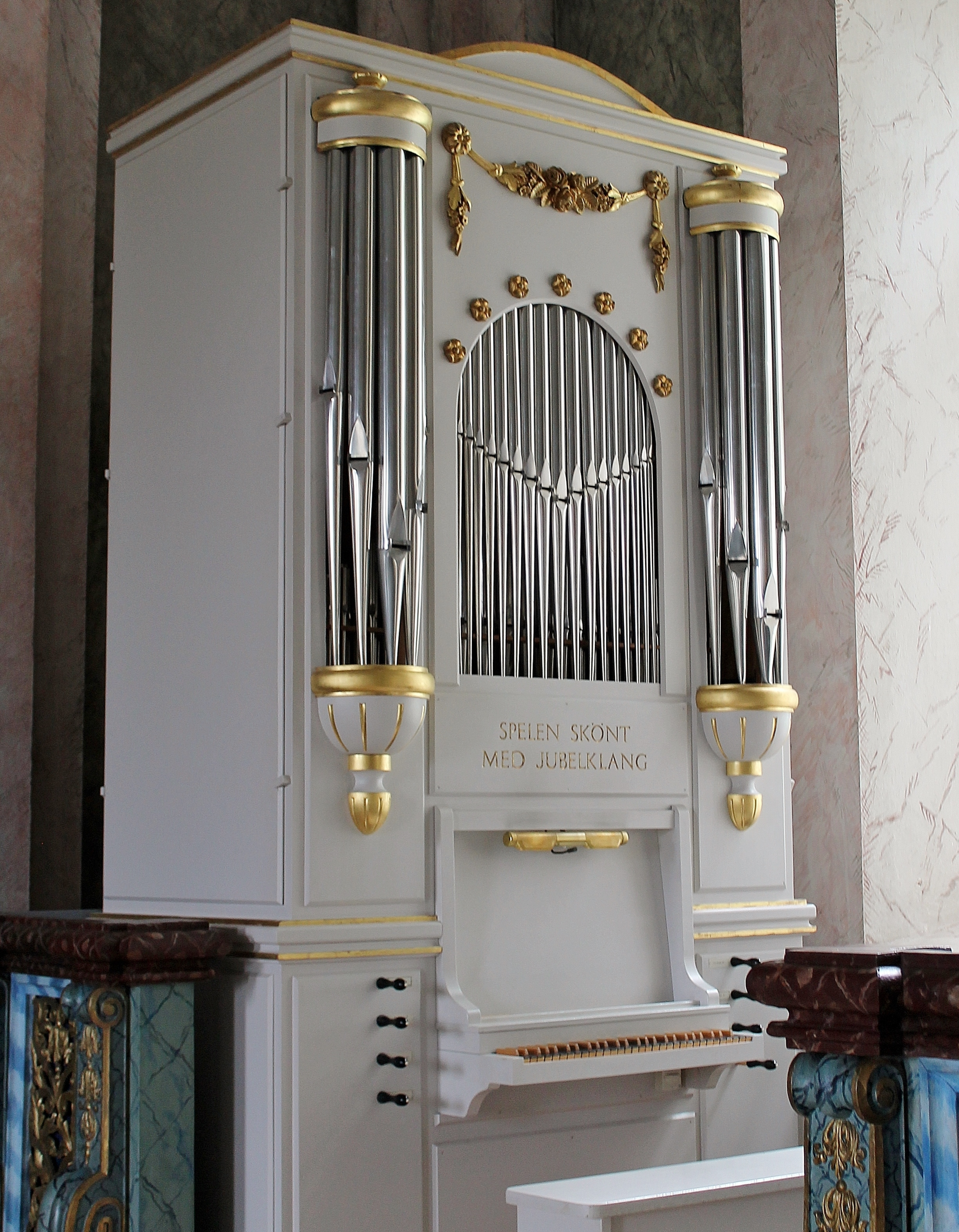
Kororgeln

- 1984 tillkom en kororgel byggd av Sune Fondell, Ålem och Lars Svensson, Mönsterås. Detta är Fondells opus 1. Texten över notstället är ritad av Arnold Bruman och både den och ornamenten är skurna av bildhuggaren Erik Nilsson. Det finns 336 pipor, varav 136 är i trä. Orgeln är mekanisk.

### Disposition
| Manual \|width=100\|Pedal |         |
| Fugara 8’                 | Bihängd |
| Gedackt 8’                |         |
| Principal 4’              |         |
| Flöjt 4’                  |         |
| Kvinta 3’ B/D             |         |
| Oktava 2’                 |         |

### Diskografi
- Bach i Ålem / Olaus Petri Vocalis ; Samuelsson, Ulf, orgel. SACD. Proprius PRSACD 2039. 2006. - Inspelningar av musik framförd på kyrkans historiska Strand-orgel.

## Bildgalleri

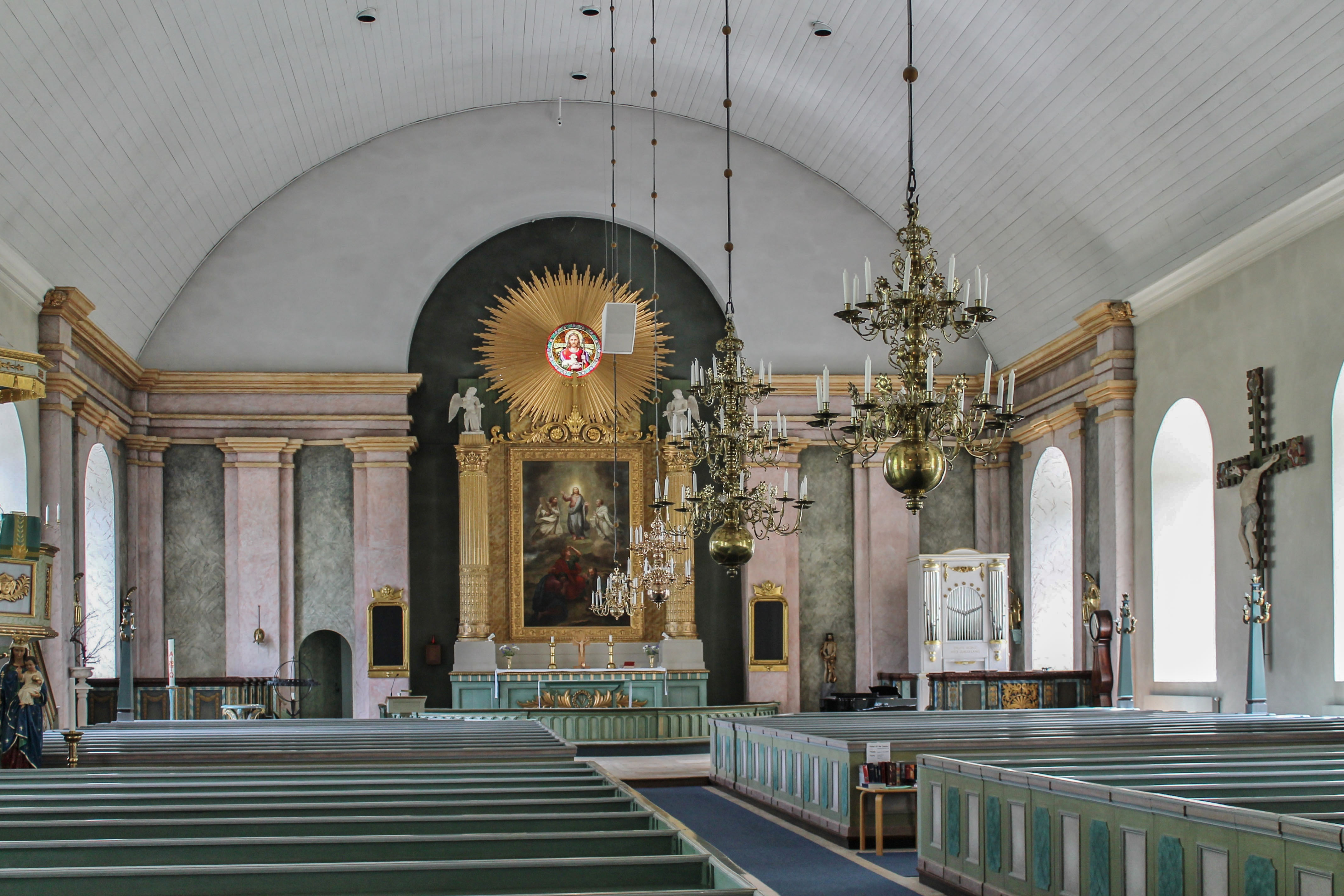
Koret
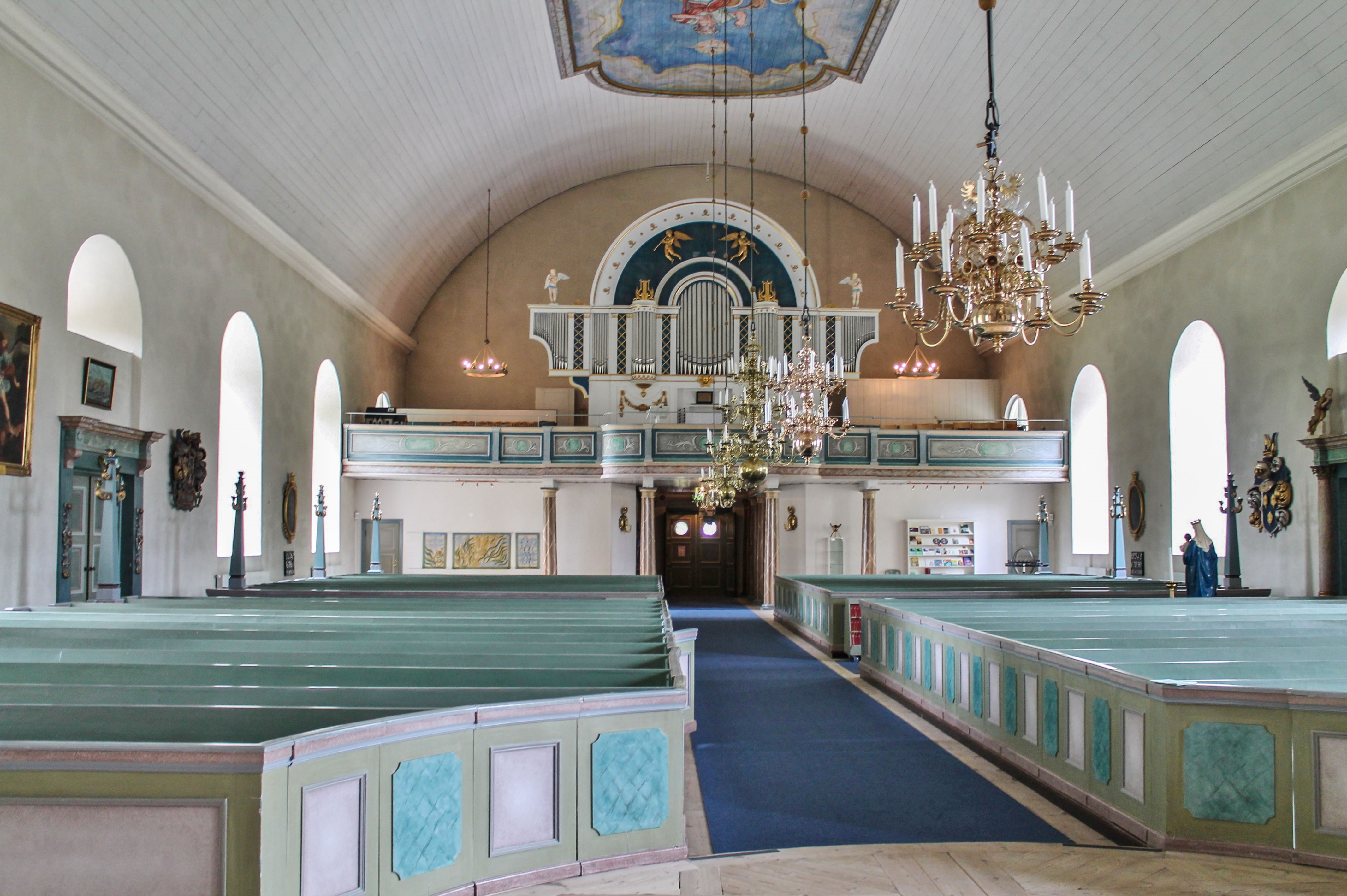
Kyrkorummet mot väster.
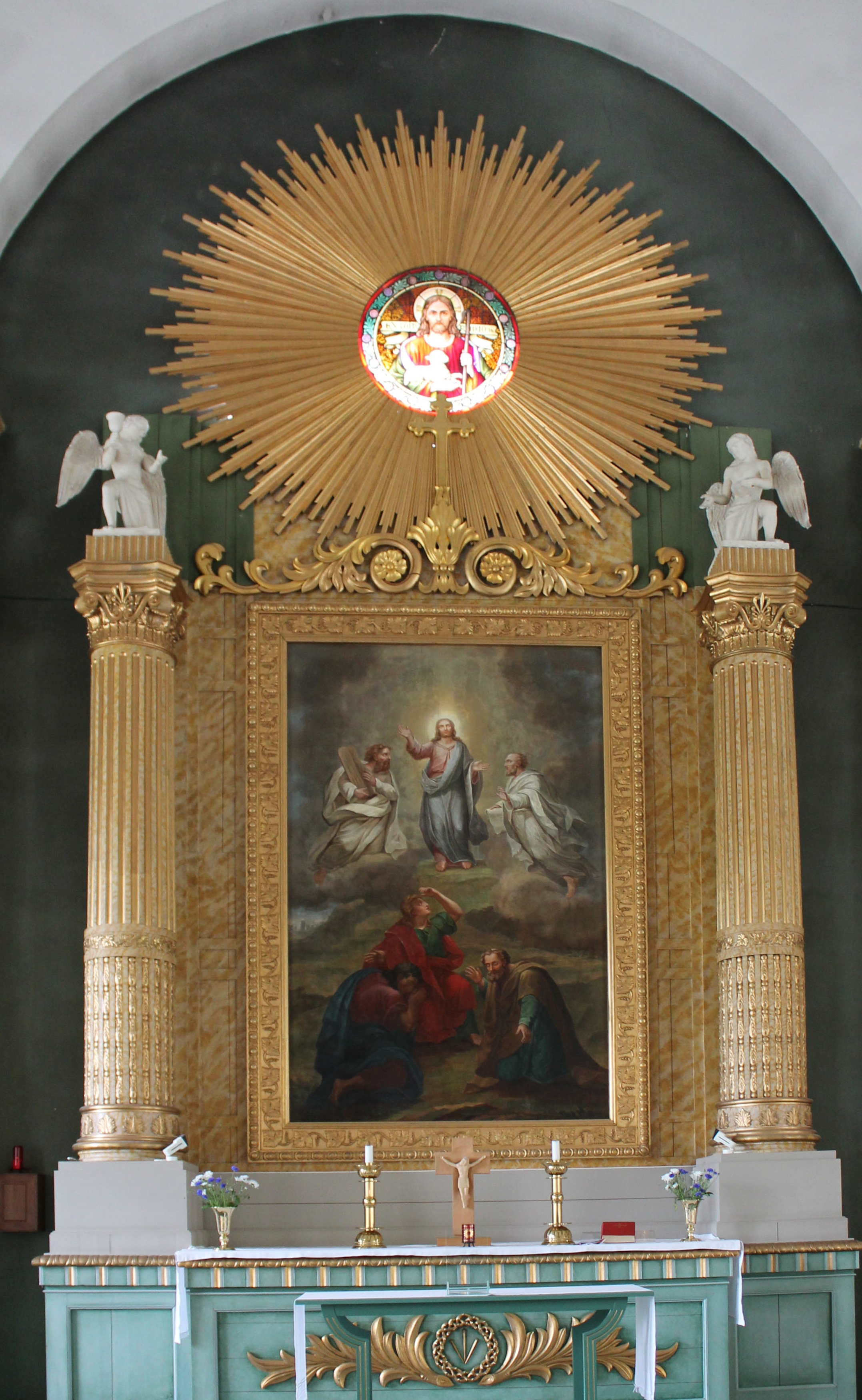
Altaruppställning
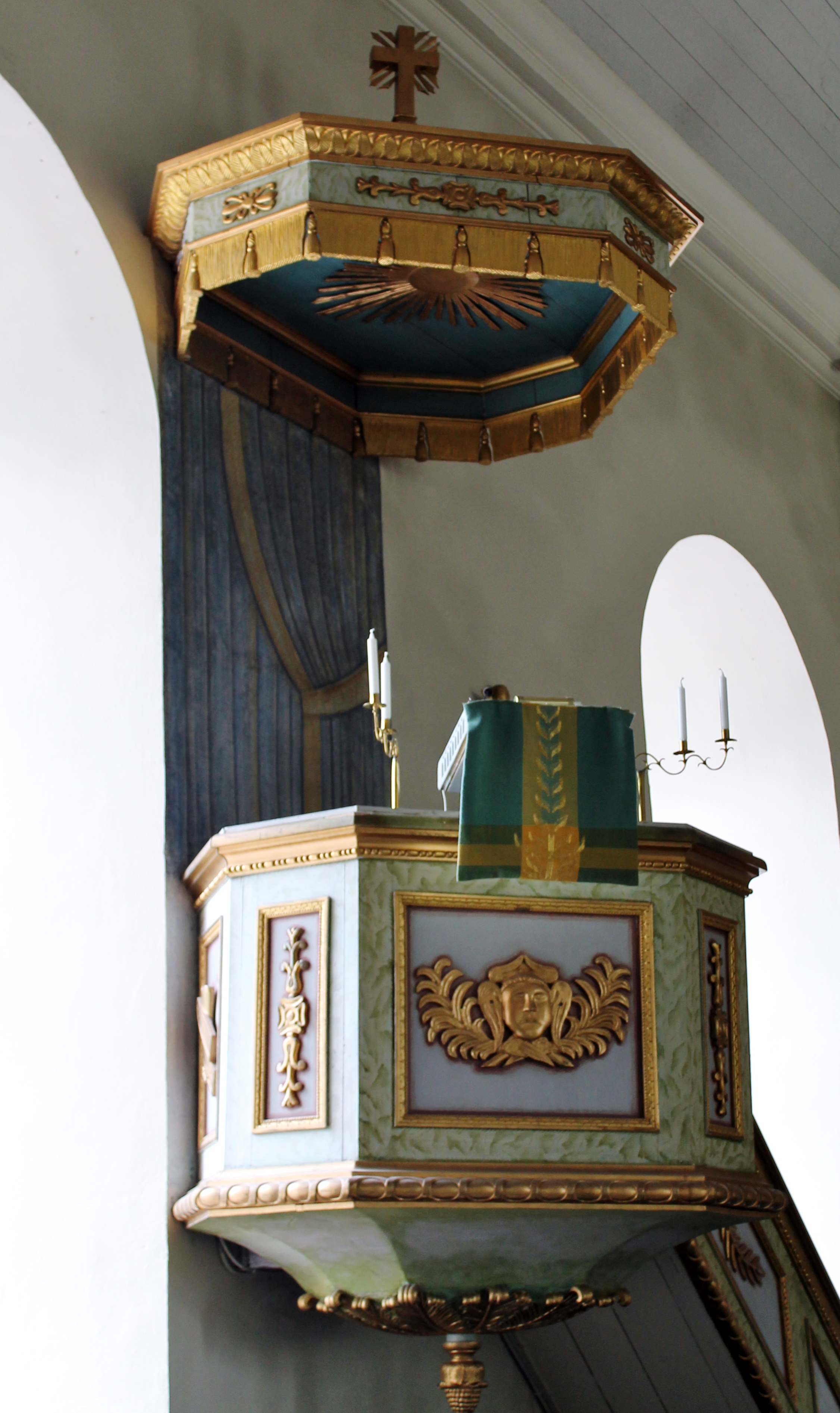
Enanders predikstol.
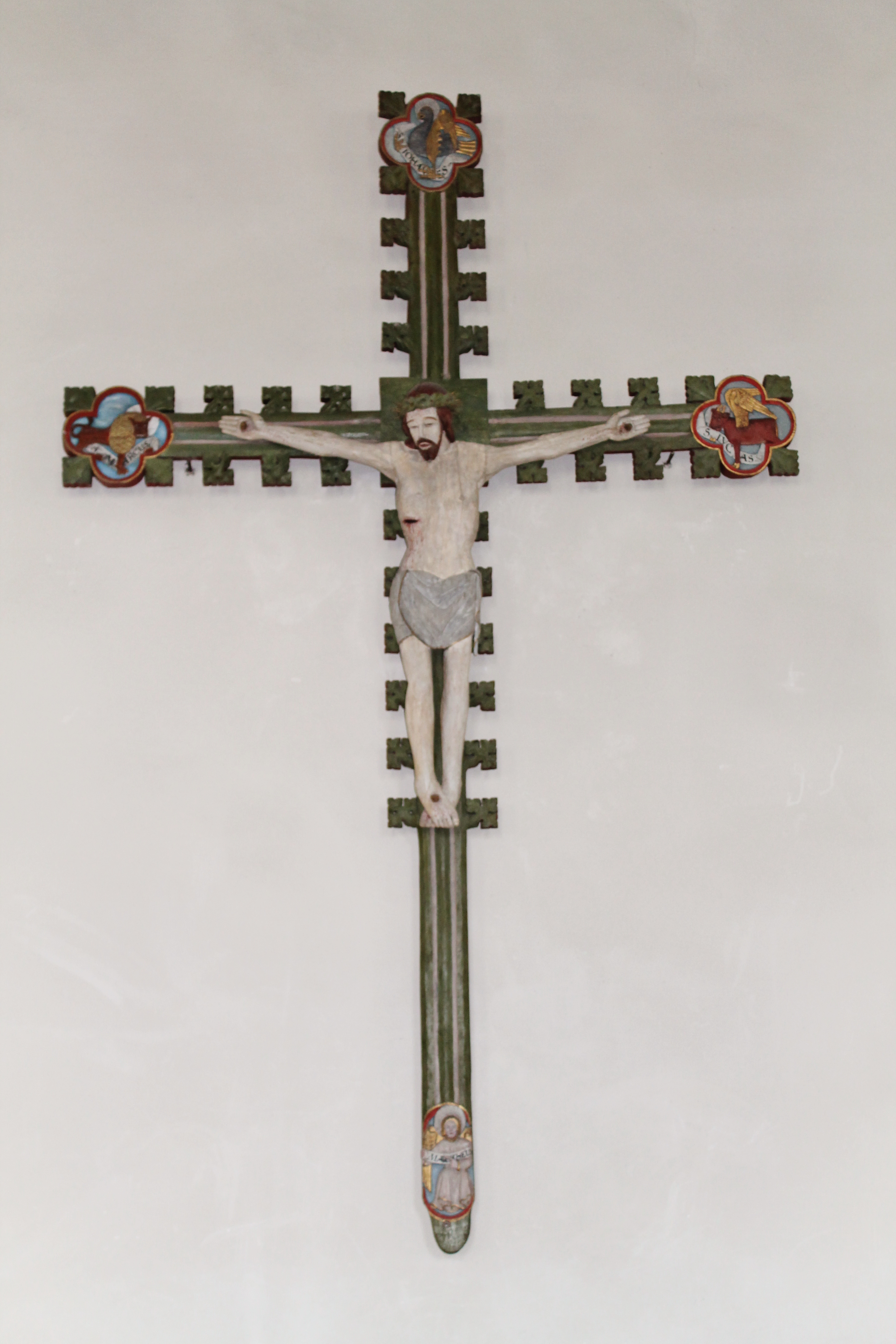
Triumfkrucifixet.
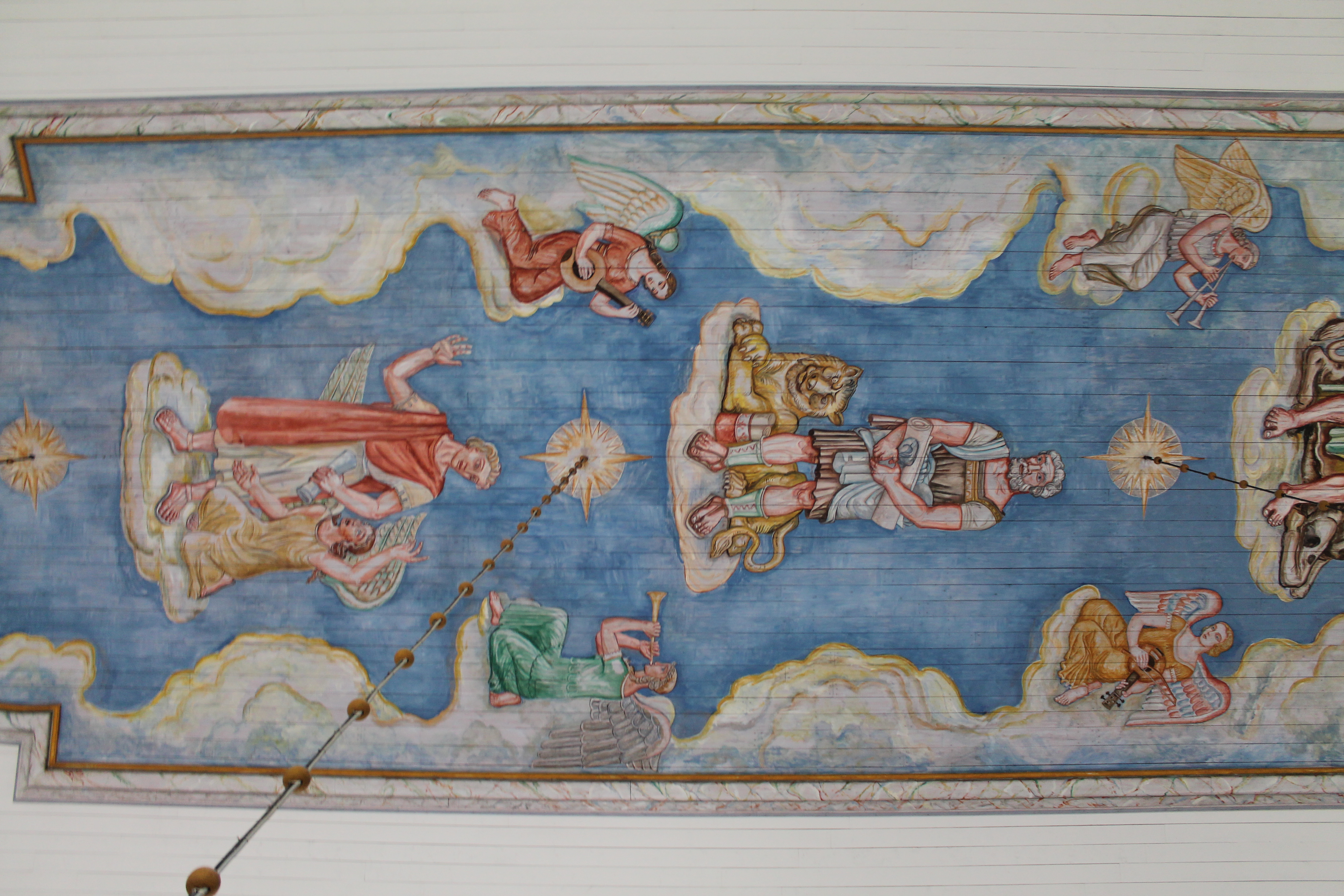
Del av Forseths takmålning .
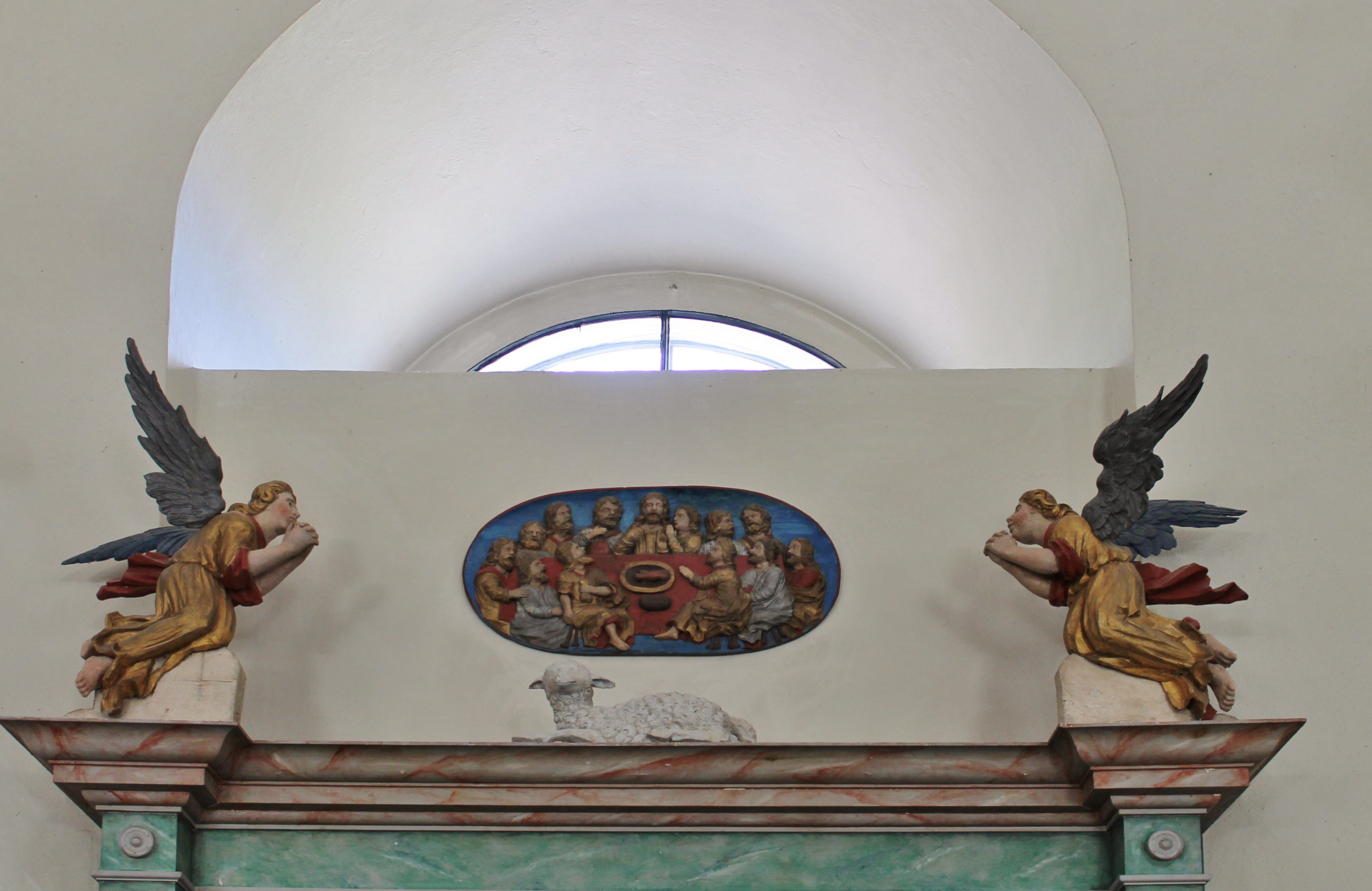
Nattvardens instiftelse.
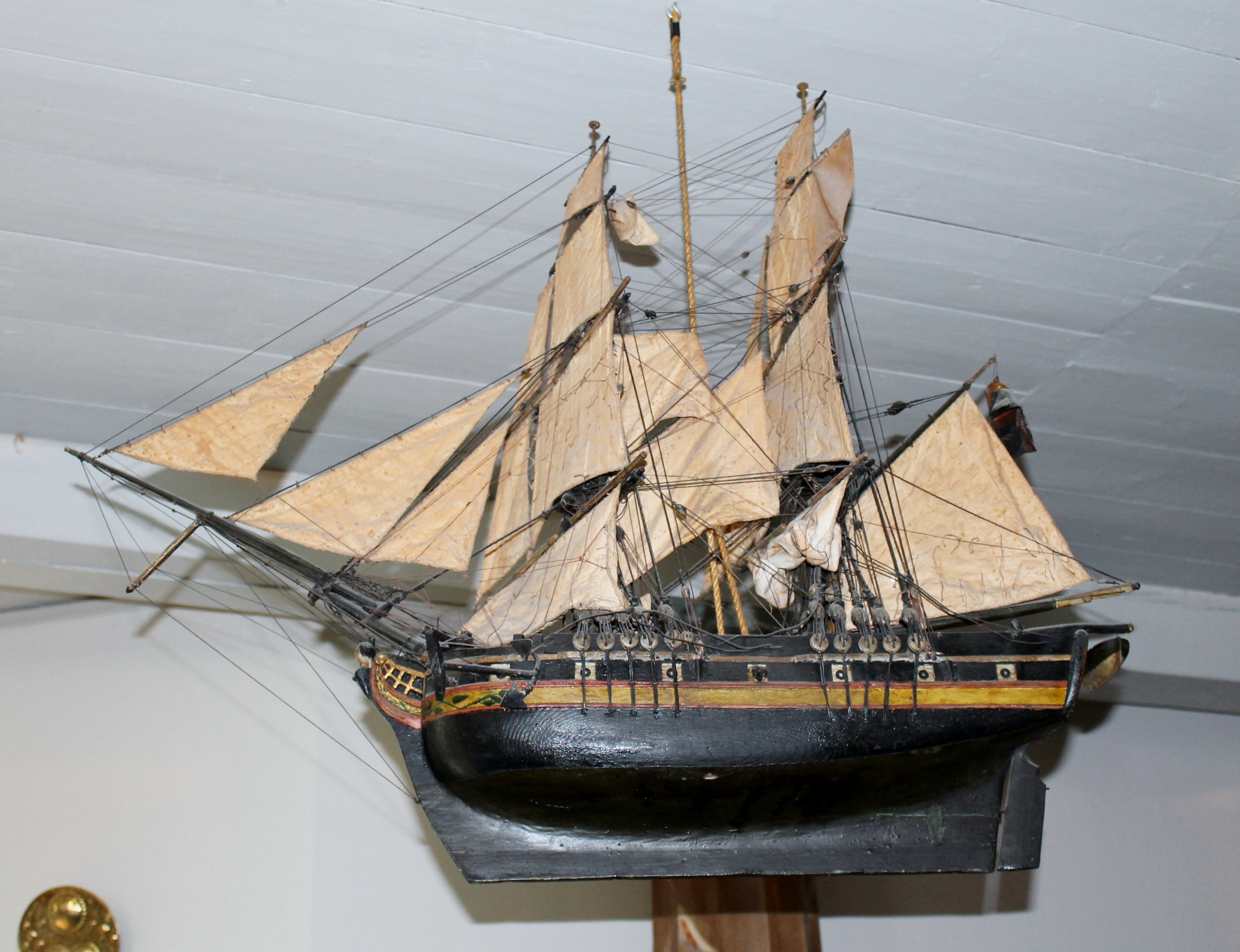
Votivskeppet Sankta Maria.
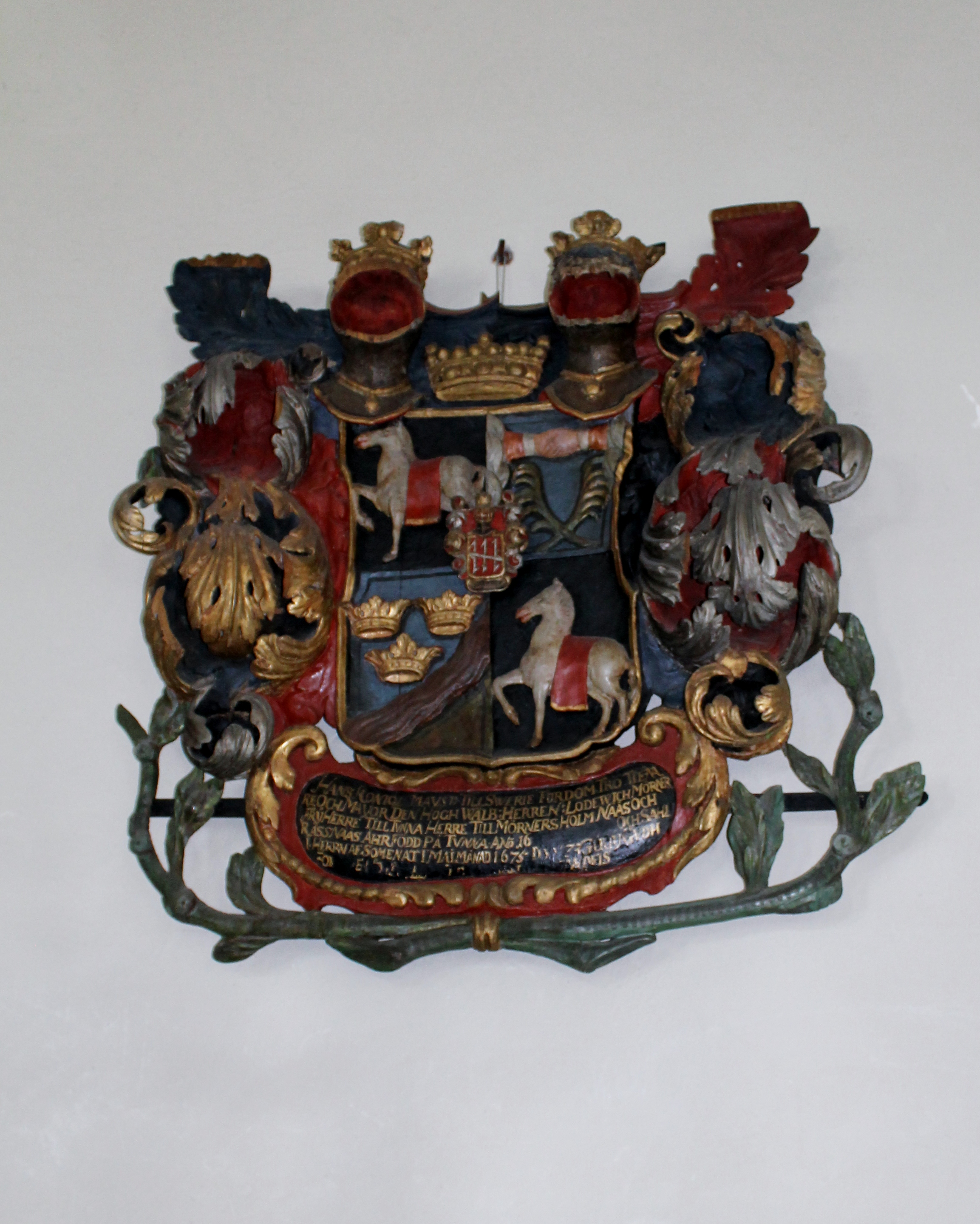
Mörners begravningsvapen.
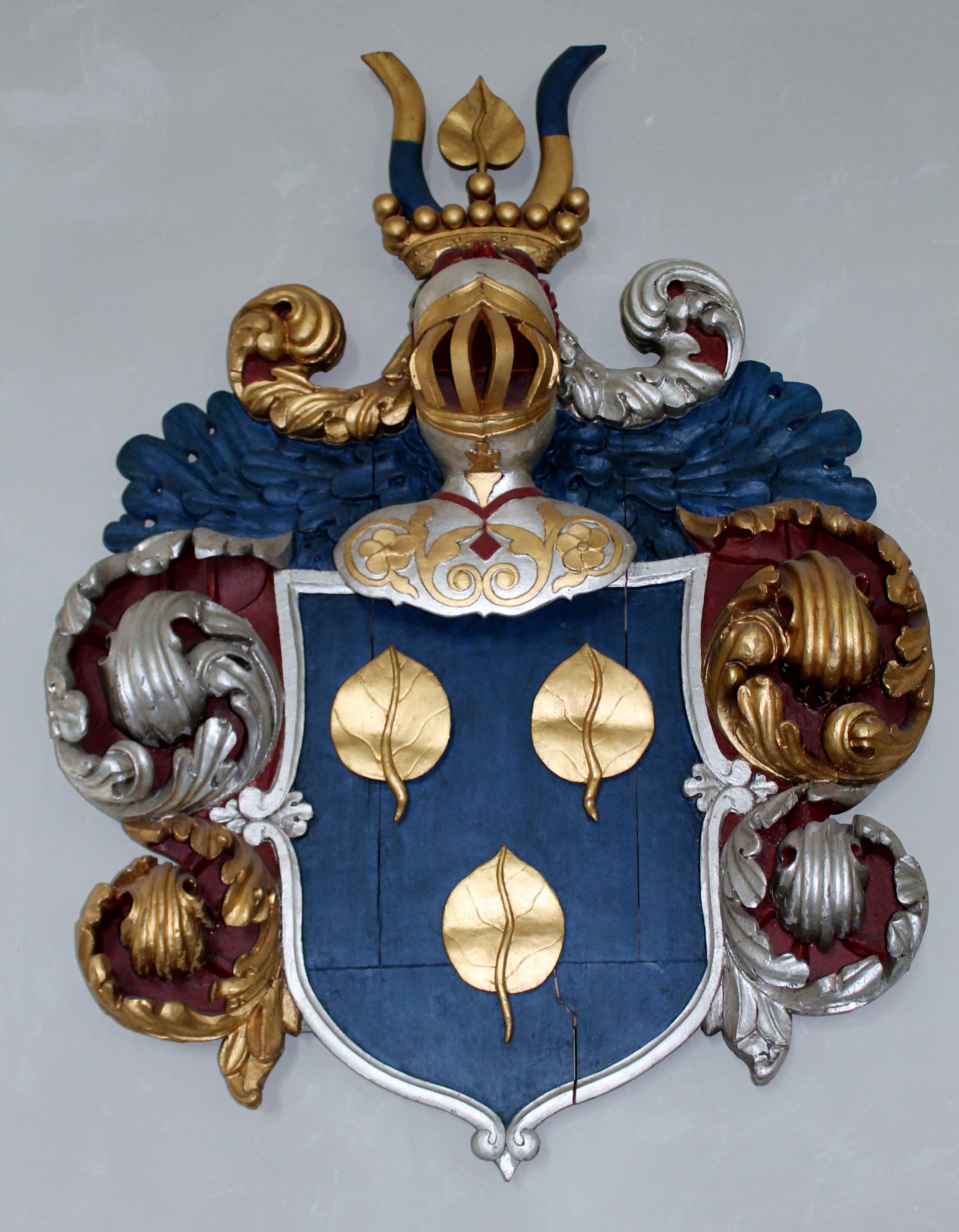
Ribbings begravningsvapen.